# Mindaugas Lukauskis
Mindaugas Lukauskis (* 19. Mai 1979 in Panevėžys, Litauische SSR) ist ein litauischer Basketballspieler, der mit der litauischen Nationalmannschaft unter anderem Teilnehmer der Olympischen Spiele 2008 in Peking war. Lukauskis war im Gegensatz zu vielen seiner Nationalmannschaftskollegen zunächst nur in seinem Heimatland aktiv und feierte mit BC Lietuvos rytas auch zwei ULEB-Eurocup-Triumphe auf internationaler Ebene. Erst 2009 wechselte er im Alter von 30 Jahren zu ASVEL nach Frankreich und spielte eine Saison später bei den EWE Baskets aus Oldenburg in Deutschland. Nachdem er noch in Italien, Spanien und der Türkei gespielt hatte, kehrte er 2013 in sein Heimatland zurück.

## Karriere
Lukauskis war zunächst nur für den lokalen Basketballverein seiner Heimatstadt aktiv und wechselte mit 22 Jahren 2001 zu KK Sakalai in die Hauptstadt Vilnius. Nach einer Spielzeit wechselte er zu BC Alita nach Alytus und wurde schließlich 2003 vom litauischen Spitzenverein BC Lietuvos rytas verpflichtet, der zusammen mit dem Rivalen Žalgiris Kaunas die litauische Liga dominiert. Mit diesem Verein wurde er 2006 litauischer Meister, nachdem man zuvor bereits 2005 den ULEB Cup gewinnen konnte. Auch in der 2004 gegründeten Baltic Basketball League, die ebenfalls durch die beiden litauischen Spitzenvereine dominiert wird, konnte man BC Žalgiris 2006 erstmals im Finale bezwingen. Den Titel in der Baltischen Liga konnte man 2007 verteidigen, dafür musste man in der nationalen Liga BC Žalgiris wieder die Meisterschaft überlassen. Im ULEB Cup erreichte man ein weiteres Mal das Finale, welches gegen Real Madrid verloren ging. In der Saison 2007/08 gingen jeweils die Finalspiele in nationaler Meisterschaft, Pokal und baltischer Liga gegen BC Žalgiris verloren, dafür erreichte man in der höchsten europäischen Spielklasse EuroLeague nach dem Gruppensieg in der Vorrunde ein weiteres Mal die Zwischenrunde der besten sechzehn Mannschaften, was auch schon 2006 gelungen war. Unter dem neuen Trainer Rimas Kurtinaitis triumphierte man in der Saison 2008/09 in allen Wettbewerben und gewann das Triple aus Meisterschaft, Pokal und Baltischer Liga sowie zudem den ULEB Eurocup auf europäischer Ebene.
Anschließend wechselte Lukauskis 2009 erstmals ins Ausland zum französischen Rekordmeister ASVEL aus Lyon in die LNB Pro A. Der Titelverteidigung in der Meisterschaft gelang nicht, dafür gewann man 2010 den französischen Ligapokal Semaine de As. In der BBL-Saison 2010/11 spielte Lukauskis in der deutschen Basketball-Bundesliga für EWE Baskets. Mit den Oldenburgern schied er im Play-off-Viertelfinale um die nationale Meisterschaft gegen Alba Berlin nach fünf Spielen aus. Für die Saison 2011/12 unterschrieb er dann im Folgenden einen Vertrag beim italienischen Zweitligisten Sigma Barcellona im sizilianischen Barcellona Pozzo di Gotto. Nach einer Spielzeit, in der man in der Play-off-Halbfinalserie um den Aufstieg ausschied, wechselte er nach einer Verletzung von Thomas Kelati zu Saisonbeginn 2012/13 in die spanische Liga ACB zum Valencia Basket Club, der nach der Finalniederlage 2012 im ULEB Eurocup gegen BK Chimki erneut in diesem internationalen Wettbewerb antritt. Der befristete Vertrag wurde nach einem Monat nicht verlängert. Ende Januar 2013 bekam er einen Vertrag in der Türkiye Basketbol Ligi bei Tofaş aus Bursa. Nach einem weiteren Monatsvertrag zu Beginn der Saison 2013/14 beim Dominion Basket aus Bilbao kehrte Lukauskis im November 2013 in sein Heimatland zurück und spielte für den Verein TonyBet aus Prienai. Während man in der nationalen Meisterschaft im Halbfinale der Play-offs aus der Titelvergabe ausschied, erreichte man das Finale der Baltic Basketball League, das in Hin- und Rückspiel gegen den nationalen Konkurrenten KK Šiauliai verloren ging. Zur Saison 2014/15 kehrte Lukauskis noch einmal zu Lietuvos rytas in die Hauptstadt zurück, mit dem er jedoch in der Finalserie um die litauische Meisterschaft sieglos gegen Titelverteidiger Žalgiris Kaunas blieb. Zuvor war man bereits im Eurocup 2014/15 im Achtelfinale gegen den türkischen Klub Pınar Karşıyaka SK ausgeschieden. Im folgenden Eurocup 2015/16 erreichte man in der Vorrunde nur zwei Siege in zehn Spielen und schied frühzeitig aus. Nachdem man den neuen nationalen Pokalwettbewerb Karaliaus Mindaugo taurė gewinnen konnte, scheiterte man in den Play-offs der Meisterschaft bereits im Halbfinale an Neptūnas Klaipėda und belegte wie zwei Jahre zuvor nur den dritten Platz der litauischen Meisterschaft.
Lukauskis wechselte zur Saison 2016/17 zusammen mit Kšyštof Lavrinovič zu Lietkabelis aus Panevėžys, der eine Wildcard zur Teilnahme am EuroCup 2016/17 erhalten hatte.

## Nationalmannschaft
Für die Basketball-Europameisterschaft 2005 wurde Lukauskis erstmals in einen Endrundenkader der litauischen Nationalmannschaft berufen. Nach dem Gruppensieg in der Vorrunde verlor man sein einziges Spiel im Viertelfinale gegen Frankreich, das nach zwei Niederlagen in der Vorrunde in einer Hoffnungsrunde überraschend Gastgeber Serbien und Montenegro besiegt hatten. Bei den Platzierungsspielen um Platz 5 blieb man gegen die von einem ähnlichen Schicksal betroffenen Vorrunden-Gruppensieger Russland und Slowenien siegreich.
Bei den Olympischen Spielen 2008 war Lukauskis ein weiteres Mal im Endrundenkader. Nach dem Gruppensieg in der Vorrunde mit einem Sieg über Titelverteidiger Argentinien unterlag man im Halbfinale Weltmeister Spanien. Im Spiel um die Bronzemedaille unterlag man schließlich Argentinien und wurde am Ende Vierter.
Die folgende Basketball-Europameisterschaft 2009 im litauischen Nachbarland Polen endete mit einer großen Enttäuschung für die ansonsten stets als Medaillenkandidaten gehandelten Litauer, als man nach zwei Auftaktniederlagen gegen die Türkei und den polnischen Gastgeber in der Zwischenrunde alle drei Spiele gegen die späteren Finalisten Spanien und Serbien sowie gegen Slowenien verlor und bereits vor dem Viertelfinale nach nur einem Vorrundensieg gegen Bulgarien ausschied.
Für die WM 2010 in der Türkei und die EM 2011 im eigenen Land wurde Lukauskis jeweils als letzter Spieler aus dem vorläufigen Kader gestrichen.